# Selección de fútbol de Guadalupe
La Selección de fútbol de Guadalupe es el representativo deportivo de este Departamento de ultramar francés. Es controlada por la Liga Guadalupense de Fútbol (en francés: Ligue Guadeloupéenne de Football), la cual es un miembro asociado a la Concacaf, a la CFU y a la FIFA.

## Historia
Guadalupe disputó sus primeros encuentros ante su vecina de Martinica en los años 30 y 40, forjándose una rivalidad deportiva entre ambas selecciones. En 1948 consiguió ganar la Coupe des Caraïbes, torneo precursor de la futura Copa del Caribe, aunque carente de reconocimiento oficial.
Participó por primera vez en la Copa de Oro de la Concacaf 2007, distinguiéndose en este torneo al derrotar por 2-1 a Honduras en cuartos de final. En semifinales cayó dignamente ante México por 0-1. Clasificó a la Copa de Oro de 2009 donde quedó eliminada en cuartos de final a manos de Costa Rica por 1-5. Volvió a clasificar a la Copa de Oro de 2011 pero fue apeada en la fase de grupos tras perder sus 3 encuentros: 2-3 contra Panamá, 0-1 contra Canadá y 0-1 contra Estados Unidos. Tras participar a tres ediciones consecutivas de la Copa de Oro de la Concacaf, los Gwada Boys no consiguieron participar en los certámenes de 2013 y 2015 al quedar relegados en fase de clasificación de las Copas del Caribe de 2012 y 2014, respectivamente.
Su mejor presentación en Copa del Caribe fue el subcampeonato alcanzado en la edición de 2010 en Martinica al caer en la final ante Jamaica en la tanda de penaltis (1-1 t.s. 4:5 pen). Otras presentaciones destacadas en este torneo tuvieron lugar en 1994 (3° lugar), 2007 (4° lugar) y 2008 (3° lugar).

## Uniforme

### Uniforme Titular
| 2022 |

### Uniforme Alternativo
| 2022 |

### Uniforme tercero
| 2022 |

## Últimos partidos y próximos encuentros
Actualizado al último partido jugado el 24 de junio de 2025
| Fecha      | Ciudad         | Local                | Resultado | Visitante            | Competición                  |
| ---------- | -------------- | -------------------- | --------- | -------------------- | ---------------------------- |
| 07-09-2023 | Basseterre     | San Cristóbal y Nvs. | 1:2       | Guadalupe            | Liga Naciones Concacaf 23/24 |
| 10-09-2023 | Sainte-Anne    | Guadalupe            | 4:0       | Sint Maarten         | Liga Naciones Concacaf 23/24 |
| 12-10-2023 | Gros Islet     | Santa Lucía          | 2:1       | Guadalupe            | Liga Naciones Concacaf 23/24 |
| 15-10-2023 | Sainte-Anne    | Guadalupe            | 2:0       | Santa Lucía          | Liga Naciones Concacaf 23/24 |
| 16-11-2023 | Wildey         | Sint Maarten         | 0:2       | Guadalupe            | Liga Naciones Concacaf 23/24 |
| 19-11-2023 | Sainte-Anne    | Guadalupe            | 5:0       | San Cristóbal y Nvs. | Liga Naciones Concacaf 23/24 |
| 05-09-2024 | San José       | Costa Rica           | 3:0       | Guadalupe            | Liga Naciones Concacaf 24/25 |
| 09-09-2024 | Le Gosier      | Guadalupe            | 1:0       | Surinam              | Liga Naciones Concacaf 24/25 |
| 11-10-2024 | Le Gosier      | Guadalupe            | 0:1       | Martinica            | Liga Naciones Concacaf 24/25 |
| 15-10-2024 | Fort-de-France | Martinica            | 0:0       | Guadalupe            | Liga Naciones Concacaf 24/25 |
| 15-11-2024 | George Town    | Islas Caimán         | 0:6       | Guadalupe            | Clasificación Copa Oro 2025  |
| 19-11-2024 | Le Gosier      | Guadalupe            | 1:0       | Islas Caimán         | Clasificación Copa Oro 2025  |
| 21-03-2025 | Le Gosier      | Guadalupe            | 1:0       | Nicaragua            | Clasificación Copa Oro 2025  |
| 25-03-2025 | Managua        | Nicaragua            | 0:1       | Guadalupe            | Clasificación Copa Oro 2025  |
| 16-06-2025 | Carson         | Panamá               | 5:2       | Guadalupe            | Copa Oro 2025                |
| 20-06-2025 | San José       | Jamaica              | 2:1       | Guadalupe            | Copa Oro 2025                |
| 24-06-2025 | Houston        | Guatemala            | 3:2       | Guadalupe            | Copa Oro 2025                |

## Jugadores

### Última convocatoria
Lista de jugadores convocados para los partidos de la Copa de Oro de la Concacaf 2025.
| No. | Pos. | Jugador             | Fecha de nacimiento (edad)         | Apa. | Goles | Club                 |
| --- | ---- | ------------------- | ---------------------------------- | ---- | ----- | -------------------- |
| 1   | POR  | Rubens Adélaïde     | 15 de diciembre de 1998 (26 años)  | 1    | 0     | Chambly              |
| 16  | POR  | Brice Cognard       | 26 de abril de 1990 (35 años)      | 8    | 0     | Châteauroux          |
| 23  | POR  | Davy Rouyard        | 17 de agosto de 1999 (25 años)     | 13   | 0     | Girondins de Burdeos |
|     |      |                     |                                    |      |       |                      |
| 4   | DEF  | Jérôme Roussillon   | 6 de enero de 1993 (32 años)       | 15   | 2     | Union Berlin         |
| 5   | DEF  | Nathanaël Saintini  | 30 de mayo de 2000 (25 años)       | 17   | 0     | Martigues            |
| 6   | DEF  | Anthony Baron       | 29 de diciembre de 1999 (25 años)  | 34   | 2     | Servette             |
| 12  | DEF  | Junior Senneville   | 31 de enero de 1991 (34 años)      | 11   | 0     | Dunkerque            |
| 15  | DEF  | Dimitri Cavaré      | 5 de febrero de 1995 (30 años)     | 12   | 0     | Ümraniyespor         |
| 19  | DEF  | Méddy Lina          | 11 de enero de 1986 (39 años)      | 32   | 0     | Jeunesse Évolution   |
| 21  | DEF  | Keyvan Beaumont     | 18 de julio de 2005 (19 años)      | 3    | 0     | La Gauloise          |
| 25  | DEF  | Christopher Jullien | 22 de marzo de 1993 (32 años)      | 0    | 0     | Montpellier          |
| 26  | DEF  | Yvann Maçon         | 1 de octubre de 1998 (26 años)     | 0    | 0     | Saint-Étienne        |
|     |      |                     |                                    |      |       |                      |
| 2   | MED  | Zoran Moco          | 27 de junio de 2003 (21 años)      | 5    | 0     | Dijon                |
| 3   | MED  | Alexandre Arenate   | 20 de julio de 1995 (29 años)      | 9    | 0     | Jeunesse d'Esch      |
| 7   | MED  | Noah Cadiou         | 26 de octubre de 1998 (26 años)    | 3    | 0     | Rodez                |
| 14  | MED  | Kilian Bevis        | 13 de febrero de 1998 (27 años)    | 11   | 1     | Radnički Kragujevac  |
| 18  | MED  | Jordan Leborgne     | 29 de septiembre de 1995 (29 años) | 16   | 2     | Quevilly             |
| 24  | MED  | Johan Angloma       | 18 de octubre de 1993 (31 años)    | 3    | 0     | L'Étoile             |
|     |      |                     |                                    |      |       |                      |
| 8   | DEL  | Ange-Freddy Plumain | 2 de marzo de 1995 (30 años)       | 22   | 8     | Nea Salamina         |
| 9   | DEL  | Thierry Ambrose     | 28 de marzo de 1997 (28 años)      | 17   | 5     | Kortrijk             |
| 10  | DEL  | Matthias Phaëton    | 8 de enero de 2000 (25 años)       | 31   | 11    | CSKA Sofía           |
| 11  | DEL  | Taïryk Arconte      | 12 de noviembre de 2003 (21 años)  | 5    | 3     | Pau                  |
| 13  | DEL  | Florian David       | 16 de noviembre de 1992 (32 años)  | 10   | 4     | Swift Hesperange     |
| 17  | DEL  | Kenny Mixtur        | 9 de octubre de 2003 (21 años)     | 4    | 1     | Villefranche         |
| 20  | DEL  | Raphaël Mirval      | 4 de mayo de 1996 (29 años)        | 23   | 11    | Baie-Mahault         |
| 22  | DEL  | Vikash Tillé        | 26 de noviembre de 1997 (27 años)  | 19   | 3     | Moulien              |

## Entrenadores
- Roger Salnot (2001-11)
- Steve Bizasène (2011-14)
- Gérard Andy (2015-17)
- Jocelyn Angloma (2017-Actualidad)

## Estadísticas

### Copa de Oro de la Concacaf
| Copa de Oro de la Concacaf | Copa de Oro de la Concacaf | Copa de Oro de la Concacaf | Copa de Oro de la Concacaf | Copa de Oro de la Concacaf | Copa de Oro de la Concacaf | Copa de Oro de la Concacaf | Copa de Oro de la Concacaf |
| Año                        | Ronda                      | J                          | G                          | E                          | P                          | GF                         | GC                         |
| -------------------------- | -------------------------- | -------------------------- | -------------------------- | -------------------------- | -------------------------- | -------------------------- | -------------------------- |
| 1963 - 1989                | No participó               | No participó               | No participó               | No participó               | No participó               | No participó               | No participó               |
| 1991                       | No clasificó               | No clasificó               | No clasificó               | No clasificó               | No clasificó               | No clasificó               | No clasificó               |
| 1993                       | No clasificó               | No clasificó               | No clasificó               | No clasificó               | No clasificó               | No clasificó               | No clasificó               |
| 1996                       | No clasificó               | No clasificó               | No clasificó               | No clasificó               | No clasificó               | No clasificó               | No clasificó               |
| 1998                       | No participó               | No participó               | No participó               | No participó               | No participó               | No participó               | No participó               |
| 2000                       | No clasificó               | No clasificó               | No clasificó               | No clasificó               | No clasificó               | No clasificó               | No clasificó               |
| 2002                       | No clasificó               | No clasificó               | No clasificó               | No clasificó               | No clasificó               | No clasificó               | No clasificó               |
| 2003                       | No clasificó               | No clasificó               | No clasificó               | No clasificó               | No clasificó               | No clasificó               | No clasificó               |
| 2005                       | No clasificó               | No clasificó               | No clasificó               | No clasificó               | No clasificó               | No clasificó               | No clasificó               |
| 2007                       | Semifinales                | 5                          | 2                          | 1                          | 2                          | 5                          | 5                          |
| 2009                       | Cuartos de final           | 4                          | 2                          | 0                          | 2                          | 5                          | 8                          |
| 2011                       | Fase de grupos             | 3                          | 0                          | 0                          | 3                          | 2                          | 5                          |
| 2013                       | No clasificó               | No clasificó               | No clasificó               | No clasificó               | No clasificó               | No clasificó               | No clasificó               |
| 2015                       | No clasificó               | No clasificó               | No clasificó               | No clasificó               | No clasificó               | No clasificó               | No clasificó               |
| 2017                       | No clasificó               | No clasificó               | No clasificó               | No clasificó               | No clasificó               | No clasificó               | No clasificó               |
| 2019                       | No clasificó               | No clasificó               | No clasificó               | No clasificó               | No clasificó               | No clasificó               | No clasificó               |
| 2021                       | Fase de grupos             | 3                          | 0                          | 0                          | 3                          | 3                          | 7                          |
| 2023                       | Fase de grupos             | 3                          | 1                          | 1                          | 1                          | 8                          | 6                          |
| 2025                       | Fase de grupos             | 3                          | 0                          | 0                          | 3                          | 5                          | 10                         |
| Total                      | 6/28                       | 21                         | 5                          | 2                          | 14                         | 28                         | 41                         |

### Liga de Naciones de la Concacaf
| Liga de Naciones de la Concacaf | Liga de Naciones de la Concacaf | Liga de Naciones de la Concacaf | Liga de Naciones de la Concacaf | Liga de Naciones de la Concacaf | Liga de Naciones de la Concacaf | Liga de Naciones de la Concacaf | Liga de Naciones de la Concacaf | Liga de Naciones de la Concacaf | Liga de Naciones de la Concacaf |
| Año                             | L                               | G                               | Ronda                           | J                               | G                               | E                               | P                               | GF                              | GC                              |
| ------------------------------- | ------------------------------- | ------------------------------- | ------------------------------- | ------------------------------- | ------------------------------- | ------------------------------- | ------------------------------- | ------------------------------- | ------------------------------- |
| 2019-20                         | C                               | D                               | Primer lugar                    | 4                               | 4                               | 0                               | 0                               | 20                              | 2                               |
| 2022-23                         | B                               | A                               | Segundo lugar                   | 6                               | 3                               | 0                               | 3                               | 5                               | 5                               |
| 2023-24                         | B                               | A                               | Primer lugar                    | 6                               | 5                               | 0                               | 1                               | 16                              | 3                               |
| 2024-25                         | A                               | A                               | Quinto lugar                    | 4                               | 1                               | 1                               | 2                               | 1                               | 4                               |
| Total                           | Total                           | Total                           | 4/4                             | 20                              | 13                              | 1                               | 6                               | 42                              | 14                              |

### Copa de Naciones de la CFU
| Copa de Naciones de la CFU | Copa de Naciones de la CFU | Copa de Naciones de la CFU | Copa de Naciones de la CFU | Copa de Naciones de la CFU | Copa de Naciones de la CFU | Copa de Naciones de la CFU | Copa de Naciones de la CFU |
| Año                        | Ronda                      | J                          | G                          | E                          | P                          | GF                         | GC                         |
| -------------------------- | -------------------------- | -------------------------- | -------------------------- | -------------------------- | -------------------------- | -------------------------- | -------------------------- |
| 1978                       | No clasificó               | No clasificó               | No clasificó               | No clasificó               | No clasificó               | No clasificó               | No clasificó               |
| 1979                       | No clasificó               | No clasificó               | No clasificó               | No clasificó               | No clasificó               | No clasificó               | No clasificó               |
| 1981                       | Tercer lugar               | 3                          | 0                          | 1                          | 2                          | 2                          | 6                          |
| 1983                       | No clasificó               | No clasificó               | No clasificó               | No clasificó               | No clasificó               | No clasificó               | No clasificó               |
| 1985                       | Tercer lugar               | 3                          | 0                          | 1                          | 2                          | 3                          | 5                          |
| 1988                       | No clasificó               | No clasificó               | No clasificó               | No clasificó               | No clasificó               | No clasificó               | No clasificó               |
| Total                      | 2/6                        | 6                          | 0                          | 2                          | 4                          | 5                          | 11                         |

### Copa del Caribe
| Copa del Caribe | Copa del Caribe | Copa del Caribe | Copa del Caribe | Copa del Caribe | Copa del Caribe | Copa del Caribe | Copa del Caribe |
| Año             | Ronda           | J               | G               | E               | P               | GF              | GC              |
| --------------- | --------------- | --------------- | --------------- | --------------- | --------------- | --------------- | --------------- |
| 1989            | Fase de grupos  | 2               | 1               | 0               | 1               | 2               | 1               |
| 1990            | No clasificó    | No clasificó    | No clasificó    | No clasificó    | No clasificó    | No clasificó    | No clasificó    |
| 1991            | No clasificó    | No clasificó    | No clasificó    | No clasificó    | No clasificó    | No clasificó    | No clasificó    |
| 1992            | Fase de grupos  | 3               | 1               | 0               | 2               | 1               | 3               |
| 1993            | No clasificó    | No clasificó    | No clasificó    | No clasificó    | No clasificó    | No clasificó    | No clasificó    |
| 1994            | Tercer lugar    | 5               | 2               | 2               | 1               | 11              | 6               |
| 1995            | No clasificó    | No clasificó    | No clasificó    | No clasificó    | No clasificó    | No clasificó    | No clasificó    |
| 1996            | No participó    | No participó    | No participó    | No participó    | No participó    | No participó    | No participó    |
| 1997            | No participó    | No participó    | No participó    | No participó    | No participó    | No participó    | No participó    |
| 1998            | No clasificó    | No clasificó    | No clasificó    | No clasificó    | No clasificó    | No clasificó    | No clasificó    |
| 1999            | Fase de grupos  | 3               | 0               | 0               | 3               | 4               | 10              |
| 2001            | No clasificó    | No clasificó    | No clasificó    | No clasificó    | No clasificó    | No clasificó    | No clasificó    |
| 2005            | No clasificó    | No clasificó    | No clasificó    | No clasificó    | No clasificó    | No clasificó    | No clasificó    |
| 2007            | Cuarto lugar    | 5               | 2               | 0               | 3               | 8               | 10              |
| 2008            | Tercer lugar    | 5               | 1               | 2               | 2               | 6               | 8               |
| 2010            | Subcampeón      | 5               | 2               | 2               | 1               | 5               | 5               |
| 2012            | No clasificó    | No clasificó    | No clasificó    | No clasificó    | No clasificó    | No clasificó    | No clasificó    |
| 2014            | No clasificó    | No clasificó    | No clasificó    | No clasificó    | No clasificó    | No clasificó    | No clasificó    |
| 2016            | No clasificó    | No clasificó    | No clasificó    | No clasificó    | No clasificó    | No clasificó    | No clasificó    |
| Total           | 7/19            | 28              | 9               | 6               | 13              | 37              | 43              |